# Vogelwaarde
Vogelwaarde ist ein Ort und eine ehemalige Gemeinde in der niederländischen Provinz Zeeland. Sie wurde am 1. Juli 1936 durch die Vereinigung der vier Gemeinden Boschkapelle, Hengstdijk, Ossenisse und Stoppeldijk gebildet. Am 1. April 1970 wurde sie mit der Gemeinde Hontenisse zusammengeschlossen, welche 2003 Teil von Hulst wurde.